# Arne Jungjohann

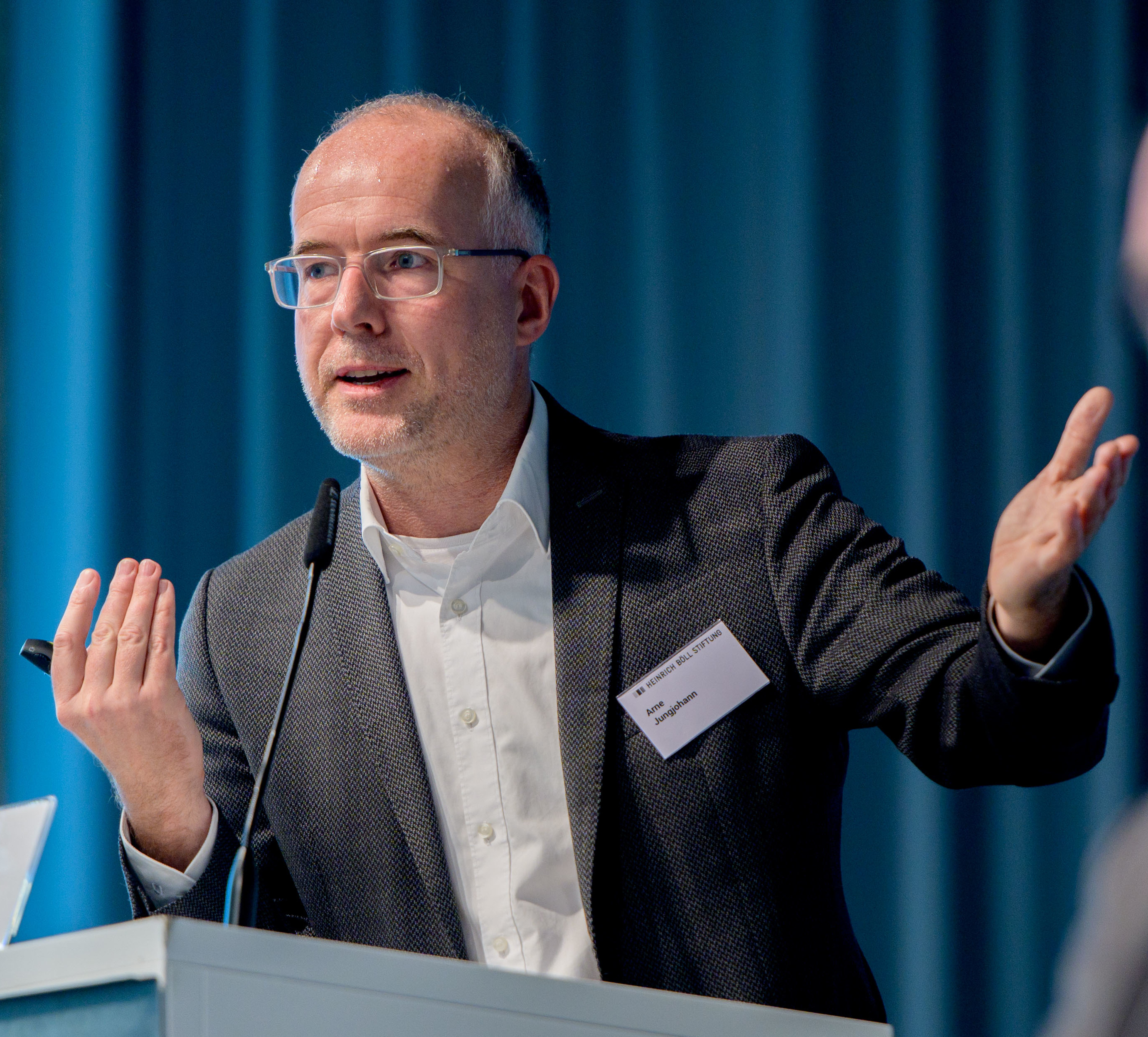
Arne Jungjohann, 2019

Arne Jungjohann (* 7. Oktober 1973 in Langenhagen) ist ein deutscher Autor und Politikberater.

## Leben und Beruf
Jungjohann studierte Politikwissenschaften an der Philipps-Universität in Marburg und der Freien Universität Berlin. Von 2000 bis 2007 leitete er das Büro des Bundestagsabgeordneten Reinhard Loske. Für das Washingtoner Büro der Heinrich-Böll-Stiftung arbeitete er von 2007 bis 2013 als Programmdirektor Environment and Global Dialogue. Im Anschluss leitete er das Referat für Grundsatzfragen im baden-württembergischen Staatsministerium unter Ministerpräsident Winfried Kretschmann. Seit 2014 ist er selbstständiger Autor und Berater.
Zusammen mit Craig Morris hat er Energy Democracy – Germany’s Energiewende to Renewables, ein Standardwerk zur deutschen Energiewende, verfasst. Neben der Klima- und Energiepolitik beschäftigt er sich mit Fragen der Parteien-, Regierungs- und Koalitionsforschung. Mit dem mehrjährigen Projekt Grüne Regierungspraxis – Regieren im föderalen Verbund erforscht er, wie gutes Regieren gelingt und wirft dafür einen Blick hinter die Kulissen des Regierungsalltags von Koalitionen.
Jungjohann ist Mitglied der Grünen Akademie der Heinrich-Böll-Stiftung und Lehrbeauftragter an der Fakultät für Kulturreflexion der Universität Witten/Herdecke. Er ist Mitglied von Bündnis 90/Die Grünen und gründete im Jahr 2008 den OV Washington, den ersten Ortsverband einer deutschen Partei in den USA.

## Veröffentlichungen
- The German Green Party. From a Broad Social Movement to a Volkspartei. In: Manuela Achilles, Dana Elzey (Hrsg.): Environmental Sustainability in Transatlantic Perspective. Energy, Climate and the Environment Series. Palgrave MacMillan, London 2013, ISBN 978-1-349-46275-9, S. 79–90, doi:10.1057/9781137334480_5 (englisch).
- Arne Jungjohann, Craig Morris, Thomas Gerke: Braunkohle – Irrläufer der deutschen Stromerzeugung. Hrsg.: Heinrich-Böll-Stiftung. 1. Auflage. Berlin 2014, ISBN 978-3-86928-134-6 (boell.de [PDF; 2,1 MB; abgerufen am 25. Februar 2019]).
- Grün regieren. Eine Analyse der Regierungspraxis von Bündnis 90/Die Grünen zwischen Koalitionsmanagement in den Ländern und parteiinterner Koordination für den Bundesrat. Hrsg.: Heinrich-Böll-Stiftung. 3. Auflage. Berlin 2018, ISBN 978-3-86928-157-5 (boell.de [PDF; 9,6 MB; abgerufen am 25. Februar 2019]).
- Arne Jungjohann, Craig Morris: Energy Democracy. Germany’s Energiewende to Renewables. 1. Auflage. Palgrave MacMillan, London 2016, ISBN 978-3-319-31890-5, doi:10.1007/978-3-319-31891-2 (englisch).
- Arne Jungjohann, Craig Morris: Energize the people. In: Nature. Nr. 551, 30. November 2017, S. 138–140, doi:10.1038/d41586-017-07508-x (englisch, nature.com [PDF; 1,5 MB; abgerufen am 24. Februar 2019]).
- Ökologisch regieren. Eine Analyse der Regierungspraxis von Bündnis 90/Die Grünen im Feld der ökologischen Modernisierung. Hrsg.: Heinrich-Böll-Stiftung. 1. Auflage. Berlin 2019, ISBN 978-3-86928-190-2 (boell.de [PDF; 2,1 MB; abgerufen am 25. Februar 2019]).